# Blignicourt
Blignicourt è un comune francese di 47 abitanti situato nel dipartimento dell'Aube nella regione del Grand Est.

## Società

### Evoluzione demografica
Abitanti censiti